# 이상주
이상주(李相周, 1937년 8월 19일~2023년 12월 7일)는 대한민국의 교육인이다. 제23대 대통령비서실장, 제44대 교육인적자원부 장관(교육부총리 겸임)을 역임하였다. 경북 경주 출신이다.

## 경력
- 1960. 10.~1964. 10. 공군사관학교 교관
- 1980. 9.~1982. 1. 대통령비서실 교육문화수석비서관
- 1982. 1.~1988. 3. 강원대학교 총장
- 1988. 3.~1996. 2. 울산대학교 총장
- 1996. 3.~1998. 11. 한림대학교 총장
- 1997. 2.~2001. 9. 유네스코 한국위원회 부위원장
- 2000. 3.~2002. 1. 한국사회과학연구협의회장
- 2001. 1.~2001. 9. 한국정신문화연구원장
- 2001. 9.~2002. 1. 대통령비서실장
- 2002. 1.~2003. 3. 부총리 겸 교육인적자원부 장관
- 2003. 9.~2006. 7. 성신여자대학교 총장
- 아산사회복지재단 이사

## 학력
- 1960년: 서울대학교 교육행정학 학사
- 1966년: 서울대학교 대학원 교육학 석사
- 1971년: 피츠버그대학교 대학원 국제발전교육학 박사

| 전임 한광옥 | 제23대 대통령비서실장 2001년 9월 10일~2002년 1월 29일 | 후임 전윤철 |

| 전임 한완상 | 제44대 부총리 겸 교육인적자원부 장관 2002년 1월 29일~2003년 3월 6일 | 후임 윤덕홍 |

| 전임 김석수 | 국무총리 임시직무대행 2003년 2월 25일~2003년 2월 26일 | 후임 고건 |